# Кубок світу з біатлону 2018—2019, естафета, чоловіки
Змагання заліку естафет у чоловіків у програмі Кубку світу з біатлону 2018-2019 розпочалися 16 грудня 2019 року на другому етапі в австрійському Гохфільцені  й завершаться на чампіонаті світу, що проходитиме в шведському Естерсунді. Усього в програмі кубка світу було заплановано 5 естафет.
За підсумками сезону 2017-2018 свій титул найкращої естафетної команди відстоювала збірна Норвегії.

## Формат
В естафеті від кожної команди змагаються чотири біатлоністи, кожен з яких пробігає три кола загальною довжиною 6 км, виконуючи дві стрільби з положення лежачи й стоячи. На кожній стрільбі біатлоніст має влучити в п'ять мішеней. Для цього в нього є 8 патронів, але спочатку в магазині тільки п'ять, додаткові патрони спортсмен повиннен заряджати по одному. За кожну нерозбиту мішень біатлоніст повинен пробігти штрафне коло, довжиною 150 м. Гонка проводиться із загальним стартом. Першу стрільбу першого етапу біатлоністи повинні виконувати на установках, визначених їхнім стартовим номером. Надалі біатлоніси виконують стрільбу з установки, яка відповідає поточному місцю в гонці.

## Призери попереднього сезону
| Медаль  | Країна   | Очки |
| ------- | -------- | ---- |
| Золото: | Норвегія | 259  |
| Срібло: | Швеція   | 242  |
| Бронза: | Франція  | 237  |

## Переможці та призери етапів
| Етап:                      | Золото:                                                                                     | Час                                                       | Срібло:                                                                             | Час                                                       | Бронза:                                                                     | Час                                                       | Дж.   |
| Гохфільцен                 | Швеція Пеппе Фемлінг Мартін Понсілуома Торнстейн Стенерсен Себастьян Самуельссон            | 1:16:10,6 (0+0) (0+0) (0+2) (0+1) (0+0) (0+0) (0+0) (0+2) | Норвегія Ларс-Гельге Біркеланн Генрік л'Абе-Лунд Тар'єй Бо Ветле Шостад Крістіансен | 1:16:14.2 (0+0) (0+0) (0+1) (0+3) (0+0) (0+2) (0+1) (0+0) | Німеччина Зімон Шемпп Йоганнес Кюн Арнд Пайффер Бенедікт Долль              | 1:16:39.4 (0+2) (0+0) (0+0) (1+3) (0+0) (0+0) (0+0) (0+1) | [ 1 ] |
| Обергоф                    | Росія Максим Цвєтков Євген Гаранічев Дмитро Малишко Олександр Логінов                       | 1:20:54.3 (0+0) (0+0) (0+1) (0+1) (0+2) (0+2)             | Франція Антонен Гігонна Сімон Детьє Кентен Фійон Майє Мартен Фуркад                 | 1:21:55.4 (0+1) (0+1) (0+0) (1+3) (0+3) (0+0) (0+0) (0+0) | Австрія Тобіас Ебергард Сімон Едер Домінік Ландертінгер Юліан Ебергард      | 1:23:12.9 (0+0) (1+3) (0+0) (0+0) (0+0) (0+1) (0+1) (0+2) |       |
| Рупольдінг                 | Норвегія Ларс-Гельге Біркеланн Ветле Шостад Крістіансен Тар'єй Бо Йоганнес Тінгнес Бо       | 1:09:54.3 (0+1) (0+1) (0+0) (0+1) (0+0) (0+2) (0+0) (0+3) | Німеччина Роман Рес Йоганнес Кюн Арнд Пайффер Бенедікт Долль                        | 1:10:07.8 (0+0) (0+0) (0+1) (0+3) (0+0) (0+0) (0+1) (0+1) | Франція Емільєн Жаклен Мартен Фуркад Кантен Фійон Майє Сімон Детьє          | 1:10:20.5 (0+1) (0+1) (0+1) (0+0) (0+2) (0+2) (0+1) (0+2) |       |
| Кенмор                     | Норвегія Ларс Хегле Біркеланд Ветле Шостад Крістіансен Ерленд Б'єнтегор Йоганнес Тінгнес Бо | 1:16:36.6 (0+1) (0+1) (0+1) (0+2) (0+0) (0+0)             | Франція Антонен Гігонна Емільян Жаклен Сімон Фуркад Кентен Фійон Майє               | 1:17:47.0 (0+2) (0+0) (0+0) (0+1) (0+1) (0+3)             | Росія Євген Гаранічев Едуард Латипов Олександр Логінов Олександр Поварніцин | 1:18:25.0 (0+0) (0+3) (0+0) (0+0) (0+2) (0+2) (0+0) (0+2) |       |
| Чемпіонат світу, Естерсунд | Норвегія Ларс-Гельге Біркеланн Ветле Шостад Крістіансен Тар'єй Бо Йоганнес Бо               | 1:12:03.7 (0+1) (0+0) (0+0) (0+0) (0+0) (0+2) (0+0) (0+3) | Німеччина Ерік Лессер Роман Рес Арнд Пайффер Бенедикт Долль                         | 1:12:41.8 (0+0) (0+0) (0+0) (0+1) (0+0) (0+0) (0+2) (0+3) | Росія Матвій Єлісєєв Микита Поршнєв Дмитро Малишко Олександр Логінов        | 1:13:16.8 (0+0) (0+2) (0+1) (0+1) (0+2) (0+1) (0+0) (0+0) |       |

## Нарахування очок
| Місце | 1  | 2  | 3  | 4  | 5  | 6  | 7  | 8  | 9  | 10 | 11 | 12 | 13 | 14 | 15 | 16 | 17 | 18 | 19 | 20 | 21 | 22 | 23 | 24 | 25 | 26 | 27 | 28 | 29 | 30 | 31 | 32 | 33 | 34 | 35 | 36 | 37 | 38 | 39 | 40 |
| ----- | -- | -- | -- | -- | -- | -- | -- | -- | -- | -- | -- | -- | -- | -- | -- | -- | -- | -- | -- | -- | -- | -- | -- | -- | -- | -- | -- | -- | -- | -- | -- | -- | -- | -- | -- | -- | -- | -- | -- | -- |
| Очки  | 60 | 54 | 48 | 43 | 40 | 38 | 36 | 34 | 32 | 31 | 30 | 29 | 28 | 27 | 26 | 25 | 24 | 23 | 22 | 21 | 20 | 19 | 18 | 17 | 16 | 15 | 14 | 13 | 12 | 11 | 10 | 9  | 8  | 7  | 6  | 5  | 4  | 3  | 2  | 1  |

## Таблиця
| #  | Команда        | ГОХ | ОБЕ | РУП | КЕН | ЧС | Разом |
| -- | -------------- | --- | --- | --- | --- | -- | ----- |
|    | Норвегія       | 54  | 36  | 60  | 60  | 60 | 270   |
| 2  | Росія          | 40  | 60  | 40  | 48  | 48 | 236   |
| 3  | Німеччина      | 48  | 34  | 54  | 43  | 54 | 233   |
| 4  | Франція        | 32  | 54  | 48  | 54  | 38 | 226   |
| 5  | Австрія        | 43  | 48  | 43  | 40  | 34 | 208   |
| 6  | Швеція         | 60  | 40  | 38  | 28  | 36 | 202   |
| 7  | Чехія          | 36  | 43  | 34  | 38  | 43 | 194   |
| 8  | Італія         | 38  | 38  | 32  | 34  | 26 | 168   |
| 9  | Швейцарія      | 34  | 31  | 30  | 26  | 30 | 151   |
| 10 | Україна        | 25  | 19  | 36  | 36  | 29 | 145   |
| 11 | Білорусь       | 24  | 28  | 31  | 29  | 31 | 143   |
| 12 | Словаччина     | 26  | 30  | 28  | 32  | 23 | 139   |
| 13 | Естонія        | 22  | 27  | 23  | 30  | 27 | 129   |
| 14 | Болгарія       | 31  | 17  | 29  | 19  | 32 | 128   |
| 15 | Словенія       | 30  | 32  | 26  |     | 40 | 128   |
| 16 | Канада         | 21  | 23  | 25  | 31  | 28 | 128   |
| 17 | Польща         | 23  | 29  | 21  | 25  | 25 | 123   |
| 18 | США            | 29  | 22  | 24  | 24  | 22 | 121   |
| 19 | Бельгія        | 28  | 20  | 22  | 27  | 18 | 115   |
| 20 | Фінляндія      | 27  | 25  | 27  |     | 24 | 103   |
| 21 | Японія         | 20  | 26  | 16  | 20  | 21 | 103   |
| 22 | Румунія        | 17  | 24  | 18  | 23  | 19 | 101   |
| 23 | Південна Корея | 18  | 15  | 15  | 21  | 15 | 84    |
| 24 | Литва          | 16  | 21  | 17  |     | 20 | 74    |
| 25 | Казахстан      | 19  | 16  | 20  |     | 16 | 71    |
| 26 | Латвія         |     | 14  | 14  | 22  | 17 | 67    |
| 27 | КНР            |     | 18  | 19  | 18  |    | 55    |